# Русские летописи (серия книг)
«Русские летописи» — книжная серия, выходившая в Рязани в 1997—2002 годах. Тома этой серии, помимо публикации отдельных летописных сводов, входящих в «Полное собрание русских летописей», содержат в качестве дополнений и приложений другие письменные источники по истории Древней Руси, справочные и картографические материалы. Подготовку томов к изданию осуществил рязанский краевед А. И. Цепков.

## Список томов
Том 1
- Симеоновская летопись. — Рязань, Узорочье. 1997. 638 с. ISBN 5-85057-098-5

Том 2
- Воскресенская летопись. — Рязань, Узорочье. 1998. 645 с. ISBN 5-89885-001-5

Том 3
- Воскресенская летопись (продолжение). — Рязань, Узорочье. 1998. 624 с. ISBN 5-85057-152-3

Том 4
- Львовская летопись. — Рязань, Узорочье. 1999. 720 с. ISBN 5-900864-05-7

Том 5
- Львовская летопись (продолжение). — Рязань, Узорочье. 1999. 648 с. ISBN 5-900864-06-5

Том 6
- Рогожский летописец. Тверская летопись. — Рязань, Узорочье. 2000. 608 с. ISBN 5-83438-061-4

Том 7
- Ермолинская летопись. — Рязань, Узорочье. 2000. 560 с. ISBN 5-85432-060-6

Том 8
- Московский летописный свод конца XV века. — Рязань, Узорочье. 2000. 656 с. ISBN 5-85057-249-X

Том 9
- Типографская летопись. — Рязань, Узорочье. 2000. 576 с.

Том 10
- Новгородская первая летопись старшего и младшего изводов. — Рязань, Александрия. 2001. 656 с. ISBN 5-85057-304-6

Том 11
- Ипатьевская летопись. — Рязань, Александрия. 2001. 674 с. ISBN 5-94460-006-3

Том 12
- Лаврентьевская летопись. — Рязань, Александрия. 2001. 586 с. ISBN 5-94460-007-1

Без указания номера тома
- Новгородские летописи. В 2 кн. — Рязань, Александрия. 2002. Кн. 1. 308 с. ISBN 5-94460-002-0; Кн. 2. 292 с. ISBN 5-94460-002-0

Издание в другой серии
- Сибирские летописи. Краткая Сибирская летопись (Кунгурская) / Предисл. А. И. Цепкова. — Рязань: Александрия, 2008. — 646 с. — (Источники истории). — ISBN 5-94460-031-4.